# Фабіян Шовагович
Фабіян Шовагович (хорв. Fabijan Šovagović; 4 січня 1932, Ладимиревці, Королівство Югославія — 1 січня 2001, Загреб, Хорватія) — хорватський актор.

## Біографія
Шовагович народився 1932 року у селі Ладимиревці, біля Валково, Славонія. Почав зніматися в кіно з юності та став однією з найвпізнаваніших фігур в югославському та хорватському кінематографі. Він ніколи не був зіркою, але заробив собі репутацію як один з найкращих характерних акторів, знявшись у багатьох фільмах та телесеріалах, які стали класичними в Хорватії. Чи не єдина головна роль, яку він зіграв у своїй кар'єрі, була роль Матії Губця у фільмі 1975 року «Селянський бунт».
1979 року знявся у фільмі режисера Пітера Брука «Зустрічі з видатними чоловіками». 
Шовагович також був активним театральним актором. Згодом сам почав писати п'єси. Найбільш відомою з них стала «Sokol ga nije volio», на основі якої було знято фільм 1988 року.
Його останньою успішною роботою була роль славонського біженця у фільмі 1994 року «Вуковар має повернутися додому». 
Останні роки життя боровся з наслідками серцевих приступів. Помер 2001 року в Загребі.

## Особисте життя
Шовагович був одружений та мав двох дітей: дочку Аню Шовагович-Деспот та сина Філіпа Шоваговича. Останній зіграв одну з головних ролей в оскароносному боснійському фільмі «Нічия земля».